# Wysokin
Wysokin – wieś w Polsce położona w województwie mazowieckim, w powiecie przysuskim, w gminie Odrzywół. Ma status sołectwa.
Powstała w XIV wieku, od 1418 wydzielono z jej południowego fragmentu miasto Wysokin (dziś miasto Odrzywół).
Powierzchnia 13,25 km² (05-11-2010)
w tym:
grunty orne: 53,3%,
lasy i zadrzewienia: 35,5%,
łąki i pastwiska: 5,4%,
pozostałe: 5,8%. Jest największą miejscowością pod względem powierzchni w gminie Odrzywół oraz drugą pod względem liczby ludności. 
Miejscowość posiada 8 ulic oraz jedną współdzieloną z sąsiednim Odrzywołem. Razem z miejscowościami Odrzywół i Ceteń tworzy największy obszar siedliskowy gminy Odrzywół, zamieszkuje go niemal połowa mieszkańców gminy.
W latach 1975–1998 miejscowość administracyjnie należała do województwa radomskiego.
Wierni Kościoła rzymskokatolickiego należą do parafii św. Jadwigi w Odrzywole.

## Historia
Nazwa wsi wywodzi się od nazwiska dziedzica Wysocyńskiego, który założył miejscowość.